# Cyclops cabanensis
Cyclops cabanensis – wątpliwy gatunek widłonoga z rodziny Cyclopidae. Nazwa naukowa gatunku została po raz pierwszy opublikowana w 1889 roku przez zoologa o nazwisku Russki. W bazie World Register of Marine Species gatunek ten nie jest akceptowany, zaś w bazie GBIF jest on traktowany jako synonim Thermocyclops oithonoides.